# Hoz de Mena
Hoz de Mena es una localidad del municipio burgalés de Valle de Mena, en la Comunidad Autónoma de Castilla y León (España). 

## Localidades limítrofes
Confina con las siguientes localidades:
- Al noreste con Burceña.
- Al este con Taranco.
- Al sureste con Barrasa y Villasuso de Mena.
- Al oeste con Concejero.
- Al noroeste con Campillo de Mena.

## Demografía
Evolución de la población
| Gráfica de evolución demográfica de Hoz de Mena entre 2000 y 2017  |
|                                                                    |
| Población de derecho (2000-2017) según el padrón municipal del INE |